# Canyon Barry
Canyon Barry (Fort Wayne, Indiana, 7 de enero de 1994) es un baloncestista estadounidense. Con 1,98 metros de estatura, juega en la posición de escolta. Es hijo del exjugador y miembro del Basketball Hall of Fame Rick Barry y hermano por parte de padre de los también jugadores Brent, Scooter, Jon y Drew.

## Trayectoria deportiva

### Universidad
Jugó tres temporadas con los Cougars del College of Charleston, en las que promedió 12,8 puntos, 3,8 rebotes y 1,5 asistencias por partido. En su primera temporada fue incluido en el mejor quinteto rookie de la Colonial Athletic Association.
Tras graduarse, fue transferido a la Universidad de Florida para seguir sus estudios con la carrera de ingeniería nuclear. Allí jugó una temporada más, en la que promedió 11,4 puntos y 2,8 rebotes por partido, que le valieron para ser elegido mejor sexto hombre de la Southeastern Conference.
Es conocido por su peculiar forma de lanzar los tiros libres, sacando el balón de abajo arriba, estilo que popularizó su padre en la década de los 70. Obtuvo un porcentaje de acierto del 88,3% en su temporada sénior, batiendo el récord de la universidad de tiros libres anotados de forma consecutiva que tenía Taurean Green, al lograr una racha de 37.

### Profesional
Tras no ser elegido en el Draft de la NBA de 2017, disputó las Ligas de Verano de la NBA con los New York Knicks, donde en cinco partidos promedió 3,6 puntos y 1,8 rebotes. El 16 de agosto firmó su primer contrato profesional con el Salon Vilpas Vikings de la Korisliiga finesa, pero solo disputó cinco partidos antes de ser cortado, en los que promedió 9,8 puntos y 2,4 rebotes.
El 9 de diciembre de 2017 firmó con el BC Brno de la liga checa, donde acabó la temporada promediando 17,8 puntos y 5,3 rebotes por partido.
El 13 de octubre de 2018 fichó por los Minnesota Timberwolves de la NBA, pero fue cortado al día siguiente. Poco después se comprometió con el filial de la G League, los Iowa Wolves.

### Baloncesto 3x3

#### Tour Mundial de Baloncesto 3x3
A partir de 2019 comenzó a competir en torneos de baloncesto 3x3 en su país. En 2021 se unió al equipo Princeton, con el que ha actuado en diversos campeonatos alrededor del mundo, incluyendo el Tour Mundial de Baloncesto 3x3 organizado por la FIBA. 

#### Selección nacional
Barry es miembro de la selección de baloncesto 3x3 de Estados Unidos, con la que se consagró campeón de la Copa Mundial de Baloncesto 3x3 de 2019 y de las ediciones 2021 y 2022 de la FIBA 3x3 AmeriCup. Participó en los Juegos Olímpicos de París 2024, en donde acabaron en la séptima posición.